# Pausânias da Macedónia

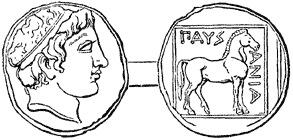
Moeda com o rosto de Pausânias da Macedónia

Pausânias foi um rei da Macedónia.